# 鎌ケ谷 (鎌ケ谷市)
鎌ケ谷（かまがや）は、鎌ケ谷市の地名である。なお、鎌ケ谷の他、東鎌ケ谷、南鎌ケ谷についても併せて述べる。

## 地理・概要
鎌ケ谷市の南部に位置し、以下の3地域に分かれている。

### 鎌ケ谷
- 郵便番号 - 273-0105[2]

鎌ケ谷市の南東部で、市内でもっとも人口の多い町である。京成電鉄松戸線の鎌ヶ谷大仏駅周辺とその南側に広がる。北側は東初富や丸山、船橋市咲が丘、西側は東道野辺、南側は南鎌ケ谷、西側は船橋市二和西、二和東と接する。
町内の中央を千葉県道59号市川印西線（木下街道）が北東から南西に向かって通っている。

#### 地価
住宅地の地価は、2014年（平成26年）1月1日の公示地価によれば、鎌ケ谷2-18-48の地点で8万1000円/m2となっている。

### 東鎌ケ谷
- 郵便番号 - 273-0104[4]

鎌ケ谷市の最東端にある町である。北側は白井市冨士や船橋市高野台、東側は船橋市八木が谷、南側は船橋市咲が丘、西側は東初富と接する。

### 南鎌ケ谷
- 郵便番号 - 273-0106[5]

鎌ケ谷市の最南端の町である。北側は鎌ケ谷、東側は船橋市二和西、南側は船橋市馬込町や金杉町、西側は東道野辺と接している。
鎌ケ谷と同様に、町内の中央を木下街道が走っている。

## 世帯数と人口
2017年（平成29年）11月1日現在の世帯数と人口は以下の通りである。

### 鎌ケ谷
| 丁目         | 世帯数    | 人口     |
| ------------ | --------- | -------- |
| 鎌ケ谷一丁目 | 513世帯   | 1,045人  |
| 鎌ケ谷二丁目 | 801世帯   | 1,903人  |
| 鎌ケ谷三丁目 | 529世帯   | 1,276人  |
| 鎌ケ谷四丁目 | 413世帯   | 949人    |
| 鎌ケ谷五丁目 | 593世帯   | 1,305人  |
| 鎌ケ谷六丁目 | 244世帯   | 527人    |
| 鎌ケ谷七丁目 | 689世帯   | 1,658人  |
| 鎌ケ谷八丁目 | 416世帯   | 955人    |
| 鎌ケ谷九丁目 | 643世帯   | 1,485人  |
| 計           | 4,841世帯 | 11,103人 |

### 東鎌ケ谷
| 丁目           | 世帯数    | 人口    |
| -------------- | --------- | ------- |
| 東鎌ケ谷一丁目 | 354世帯   | 830人   |
| 東鎌ケ谷二丁目 | 1,012世帯 | 2,138人 |
| 東鎌ケ谷三丁目 | 710世帯   | 1,558人 |
| 計             | 2,076世帯 | 4,526人 |

### 南鎌ケ谷
| 丁目           | 世帯数    | 人口    |
| -------------- | --------- | ------- |
| 南鎌ケ谷一丁目 | 556世帯   | 1,253人 |
| 南鎌ケ谷二丁目 | 393世帯   | 917人   |
| 南鎌ケ谷三丁目 | 255世帯   | 561人   |
| 南鎌ケ谷四丁目 | 575世帯   | 1,329人 |
| 計             | 1,779世帯 | 4,060人 |

## 小・中学校の学区
市立小・中学校に通う場合、学区は以下の通りとなる。

### 鎌ケ谷
| 丁目         | 番地                | 小学校                 | 中学校               |
| ------------ | ------------------- | ---------------------- | -------------------- |
| 鎌ケ谷一丁目 | 全域                | 鎌ケ谷市立東部小学校   | 鎌ケ谷市立第二中学校 |
| 鎌ケ谷二丁目 | 全域                | 鎌ケ谷市立東部小学校   | 鎌ケ谷市立第二中学校 |
| 鎌ケ谷三丁目 | 全域                | 鎌ケ谷市立東部小学校   | 鎌ケ谷市立第二中学校 |
| 鎌ケ谷四丁目 | 全域                | 鎌ケ谷市立東部小学校   | 鎌ケ谷市立第二中学校 |
| 鎌ケ谷五丁目 | 全域                | 鎌ケ谷市立東部小学校   | 鎌ケ谷市立第二中学校 |
| 鎌ケ谷六丁目 | 全域                | 鎌ケ谷市立東部小学校   | 鎌ケ谷市立第二中学校 |
| 鎌ケ谷七丁目 | 1〜9番              | 鎌ケ谷市立東部小学校   | 鎌ケ谷市立第二中学校 |
| 鎌ケ谷七丁目 | 10〜15番            | 鎌ケ谷市立道野辺小学校 | 鎌ケ谷市立第二中学校 |
| 鎌ケ谷八丁目 | 全域                | 鎌ケ谷市立東部小学校   | 鎌ケ谷市立第二中学校 |
| 鎌ケ谷九丁目 | 2〜6番 9〜12番      | 鎌ケ谷市立東部小学校   | 鎌ケ谷市立第二中学校 |
| 鎌ケ谷九丁目 | 1番 7〜8番 13〜17番 | 鎌ケ谷市立道野辺小学校 | 鎌ケ谷市立第二中学校 |

### 東鎌ケ谷
| 丁目           | 番地 | 小学校               | 中学校               |
| -------------- | ---- | -------------------- | -------------------- |
| 東鎌ケ谷一丁目 | 全域 | 鎌ケ谷市立初富小学校 | 鎌ケ谷市立第五中学校 |
| 東鎌ケ谷二丁目 | 全域 | 鎌ケ谷市立初富小学校 | 鎌ケ谷市立第五中学校 |
| 東鎌ケ谷三丁目 | 全域 | 鎌ケ谷市立初富小学校 | 鎌ケ谷市立第五中学校 |

### 南鎌ケ谷
| 丁目           | 番地 | 小学校                 | 中学校               |
| -------------- | ---- | ---------------------- | -------------------- |
| 南鎌ケ谷一丁目 | 全域 | 鎌ケ谷市立道野辺小学校 | 鎌ケ谷市立第二中学校 |
| 南鎌ケ谷二丁目 | 全域 | 鎌ケ谷市立道野辺小学校 | 鎌ケ谷市立第二中学校 |
| 南鎌ケ谷三丁目 | 全域 | 鎌ケ谷市立道野辺小学校 | 鎌ケ谷市立第二中学校 |
| 南鎌ケ谷四丁目 | 全域 | 鎌ケ谷市立道野辺小学校 | 鎌ケ谷市立第二中学校 |

## 施設
鎌ケ谷
- 鎌ケ谷市立東部小学校
- 鎌ケ谷ひかり幼稚園
- 鎌ケ谷市立鎌ケ谷保育園
- 鎌ヶ谷大仏

東鎌ケ谷
- 鎌ケ谷市井草県営住宅

南鎌ケ谷